# Миминошвили, Велоди Карпезович
Велоди Карпезович Миминошвили (13 февраля 1942, Абаша — 27 октября 2023) — советский футбольный судья, судья всесоюзной категории (4 декабря 1980) и международной категории (1983).

## Биография
Судил с 1969 по 1990 год, работал на матчах Высшей лиги чемпионата СССР и более низших лиг. Четырежды входил в списки лучших судей сезона: 1981, 1983, 1985, 1986 годы. Отмечен памятной серебряной медалью за судейство более 80 матчей в чемпионатах СССР.
Из наиболее известных игр выделялся матч 7 августа 1984 года между ленинградским «Зенитом» и московским «Спартаком»: Миминошвили назначил два штрафных, с которых отличился Юрий Желудков и которые не отразил Ринат Дасаев. В сентябре 1985 года в матче московского «Торпедо» и «Жальгириса» Миминошвили наказал торпедовцев свободным ударом из пределов штрафной площади за то, что их капитан Виктор Круглов командовал партнёрами и нецензурно выражался. Также судил первый матч Кубка сезона 1985 года (30 июля) между «Зенитом» и московским «Динамо».
Миминошвили также судил международные матчи: четыре матча Кубка УЕФА, один матч Кубка кубков и один матч Кубка европейских чемпионов, а также шесть матчей сборных. В его активе и матч сборных Грузинской и Литовской ССР 27 мая 1990 года — первый официальный матч в реестре сборной Грузии (2:2). Работал на мемориале Гранаткина в 1984 году.
Дочь — Нино.
Скончался 27 октября 2023 года.